# Akira Takeuchi
Akira Takeuchi (竹内 彬 Takeuchi Akira?, nacido el 18 de junio de 1983 en Yokohama, Kanagawa) es un futbolista japonés que se desempeña como defensa.

## Trayectoria

### Clubes
| Club             | País  | Año         |
| ---------------- | ----- | ----------- |
| Nagoya Grampus   | Japón | 2006 - 2010 |
| JEF United Chiba | Japón | 2011 - 2014 |
| Nagoya Grampus   | Japón | 2015 - 2016 |
| Oita Trinita     | Japón | 2017 -      |

## Estadística de carrera

### J. League
| Club                 | Año   | J. League | J. League | Copa J. League | Copa J. League | Total | Total |
| Club                 | Año   | Part.     | Goles     | Part.          | Goles          | Part. | Goles |
| -------------------- | ----- | --------- | --------- | -------------- | -------------- | ----- | ----- |
| Nagoya Grampus Eight | 2006  | 0         | 0         | 1              | 0              | 1     | 0     |
| Nagoya Grampus Eight | 2007  | 13        | 0         | 4              | 0              | 17    | 0     |
| Nagoya Grampus       | 2008  | 31        | 0         | 8              | 0              | 39    | 0     |
| Nagoya Grampus       | 2009  | 13        | 0         | 1              | 0              | 14    | 0     |
| Nagoya Grampus       | 2010  | 6         | 0         | 2              | 0              | 8     | 0     |
| JEF United Chiba     | 2011  | 36        | 7         | -              | -              | 36    | 7     |
| JEF United Chiba     | 2012  | 42        | 2         | -              | -              | 42    | 2     |
| JEF United Chiba     | 2013  | 36        | 2         | -              | -              | 36    | 2     |
| JEF United Chiba     | 2014  | 8         | 0         | -              | -              | 8     | 0     |
| Nagoya Grampus       | 2015  | 33        | 0         | 7              | 1              | 40    | 1     |
| Nagoya Grampus       | 2016  | 30        | 2         | 5              | 1              | 35    | 3     |
| Oita Trinita         | 2017  | 39        | 1         | -              | -              | 39    | 1     |
| Total                | Total | 287       | 14        | 28             | 2              | 315   | 16    |